# Heinz Drzymala
Heinz Drzymala (* 17. Februar 1918 in Berlin; † 27. November 1944 im Zuchthaus Brandenburg-Görden) war ein deutscher Widerstandskämpfer, KPD-Mitglied und NS-Opfer.

## Leben

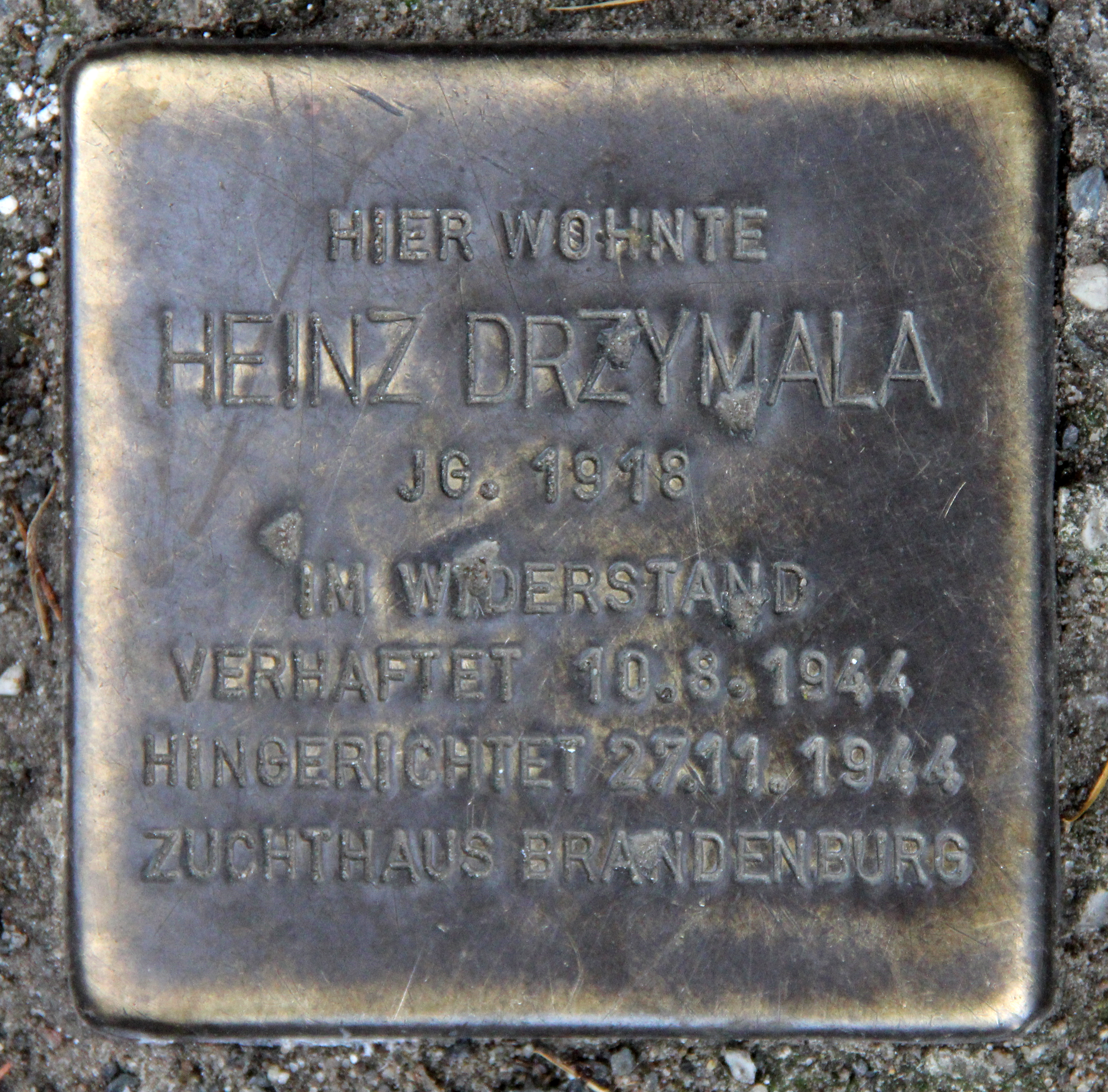
Stolperstein für Heinz Drzymala im Gamsbartweg 12

Heinz Drzymala war von Beruf Werkzeugmacher und heiratete 1940. An seiner Arbeitsstelle bei der Maschinen- und Armaturenfabrik Alfred Teves (ATE) in Berlin-Wittenau war er in der illegalen Betriebsgruppe der KPD aktiv und wurde Anfang 1944 von seinem Kollegen Emil Nehring für die Saefkow-Jacob-Bästlein-Widerstandsorganisation angeworben, der auch Otto Kroeger angehörte. Dort verteilte er illegale Flugblätter und sammelte Spenden und Lebensmittelmarken für im Untergrund lebende Widerstandskämpfer. Im Juli 1944 nahm er im Wald in der Nähe von Schulzendorf mit anderen Personen an einem Treffen mit Fritz Goltz teil, einem der Führer der Saefkow-Organisation und erhielt den Auftrag, in den Teves-Werken eine neue Widerstandsgruppe zu bilden. Er ließ Fritz Goltz bei sich übernachten und besorgte ihm eine neue Unterkunft. Am 10. August 1944 wurde Drzymala verhaftet, vom Volksgerichtshof am 10. Oktober 1944 zum Tode verurteilt und im Zuchthaus Brandenburg-Görden am 27. November 1944 hingerichtet.

## Gedenken
Am 6. März 2009 wurde von der Stadt Berlin ein Stolperstein vor seiner Wohnung am Gamsbartweg 12 in Berlin-Reinickendorf angebracht.